# Hans Maubach
Hans Maubach, född 19 december 1904 i Roisdorf, död 24 december 1984 i Augsburg, var en tysk SS-Sturmbannführer. Han tillhörde staben hos SS- och polischefen i distriktet Lublin, Odilo Globocnik, och var sakkunnig beträffande administrationen av de tre förintelselägren — Bełżec, Sobibór och Treblinka — inom Operation Reinhard, Nazitysklands kodnamn för massmordet på Generalguvernementets judiska befolkning.